# 김의중
김의중(1983년 9월 24일 ~ )은 대한민국의 방송인이다.

## 개요
2007년 나이스게임TV에 입사하여 진행과 해설 및 게임연출을 담당하기도 하였으며 현재는 캐스터로 활동중이다.
나이스게임TV의 주력 컨텐츠인 워크래프트3, 카오스, 리그 오브 레전드 리그와 그에 관련된 프로그램들을 진행한다.
2013년에는 나이스게임TV의 나이스게임TV 리그 오브 레전드 배틀과 TEKKEN STRIKE의 진행을 맡았다.
레인보우 식스 시절 당시 소속 클랜명이었던 단군을 방송 닉네임으로 사용하고 있다.
게임 커뮤니티 사이트 pgr21에서 2012년 올해의 e스포츠 방송인 3위를 수상했다.
2014년 나이스게임 TV 리그오브레전드 NLB리그  메인 캐스터, 2015년 현재 리그오브레전드 챌린저스리그 메인 캐스터를 역임하고 있으며, 그 외 롤러와 등 여러 롤 관련 방송을 이끌고 있다.
2015년 10월 나이스게임TV에서 퇴사, 현재는 프리랜서 신분으로 트위치TV, OGN, 나이스게임TV에서 활동하고 있다.
2016년 OGN의 코카콜라 제로 리그 오브 레전드 챔피언스 코리아 서머 2016 중계진에 합류했다.

## 기타
- 가좌중학교 졸업
- 대인고등학교 졸업
- 인천전문대학 전문학사[2]

## 인용
1. ↑  'e사람' 나이스게임TV 김의중 캐스터, “팬들과의 소통이 우선”[깨진 링크(과거 내용 찾기)] <포모스>
2. ↑  경영학, 02학번